# Пікус (Молдова)
Пікус (рум. Picus) — село в Аненій-Нойському районі Молдови. Входить до складу комуни, адміністративним центром якої є село Окіул-Рош.

## Населення
За даними перепису населення 2004 року у селі проживала 101 особа.
Національний склад населення села:
| Національність       | Кількість осіб | Відсоток |
| -------------------- | -------------- | -------- |
| українці             | 47             | 46,5%    |
| болгари              | 24             | 23,8%    |
| молдавани            | 21             | 20,8%    |
| росіяни              | 8              | 7,9%     |
| інша / без відповіді | 1              | 1,0%     |
| Всього               | 101            | 100%     |